# Dacoderus acanthomma
Dacoderus acanthomma is een keversoort uit de familie platsnuitkevers (Salpingidae). De wetenschappelijke naam van de soort werd in 1918 gepubliceerd door Kenneth Gloyne Blair.